# SBINFT
SBINFT株式会社（エスビーアイエヌエフティー、英：SBINFT Co.,Ltd.）は、東京都港区に本社を置き、NFTマーケットプレイス等の開発・運用を行う日本の企業である。SBIホールディングス株式会社（以下「SBIHD」）傘下。

## 概要
2015年5月に株式会社スマートアプリとして設立。2021年9月にSBIHDの連結子会社となり、社名をSBINFT株式会社に変更。
NFTコンサルティング事業を手がけるとともに、NFTマーケットプレイス「SBINFT Market」を運営する。また、NFTマーケットプレイス機能をWebAPIで提供する「TOKEN CONNECT」の開発や、「SBI Web3ウォレット」の共同開発を通じて、ブロックチェーン技術の研究・開発を進めている。

## 沿革
- 2015年（平成27年）5月1日 - 株式会社スマートアプリ設立。
- 2019年（平成31年）3月6日 - GO!WALLET提供開始[2]。
- 2020年（令和2年）5月26日 - GO BASE提供開始[3]。
- 2021年（令和3年）
  - 4月26日 - NFTマーケットプレイスnanakusa提供開始[4]。
  - 5月17日 - NFTコンサルティング事業開始。
  - 9月30日 - SBIHDの連結子会社化[5]を発表、SBINFT株式会社に社名変更。
- 2022年（令和4年）
  - 3月17日 - nanakusaをリブランディング、SBINFT Market提供開始[6]。
  - 3月17日 - 株式会社ローソンエンタテインメントと提携、LAWSON TICKET NFTを2022年春より提供開始[7]。
  - 9月末 - GO!WALLET及びGO BASEの提供終了。
- 2023年（令和5年）
  - 1月25日 - TOKEN CONNECT提供開始。
  - 1月25日 - SBI VCトレードと共同開発のSBI Web3ウォレット提供開始。
  - 6月26日 - SBINFT Marketがゲーム特化型ブロックチェーンOasysに対応。

## 主なサービス

### SBINFT Market
SBINFT Marketは、公認されたコンテンツホルダーやNFT販売事業者、個人活動するクリプトアーティストが制作したNFTの販売（一次販売）及び、利用者同士が保持しているNFTを売買（二次販売）できるNFT売買プラットフォームサービスである。SBINFTが運営を行う。
個別に承認を受けたアーティスト（nanakusa）及び提携しているコンテンツ事業者は、NFTを発行・販売することが可能である。一般利用者は、出品されているNFTを購入したり、二次流通機能により個人間で取引を行うことができる。
NFTの販売方法は、販売者の希望価格による販売である「通常出品」と、最高価格で落札する「オークション」の２種類から選択できる。暗号資産（Ethereum、Polygon、Oasys）あるいはクレジットカードでの決済が可能。

### NFTコンサルティング
SBINFT Marketの全ての機能をパッケージ化して提供するBtoBのコンサルティングサービス。

### TOKEN CONNECT
NFT発行や出品、購入、管理など全ての機能をWebAPIで提供するBtoBのサービス。NFTマーケットプレイス事業に関する機能や運営ノウハウ、会計・財務処理に関するサポートなど、全ての業務をワンストップで提供する。

## 提供が終了したサービス

### GO! WALLET
Ethereumの資産及び、 Ethereum規格に準拠したNFT（ERC721トークン）の管理、またNFTを使ったブロックチェーンゲーム・DAppsアプリケーションの利用ができるDAppsブラウジング機能付きウォレットアプリ。2022年9月末でサービスの提供を終了した。

### GO BASE
イーサリアム系トークンを管理できるウォレットアプリ「GO!WALLET」が提供している各種機能をオープン化し、ブロックチェーンサービス事業者や、既存のブラウザ/スマホゲームをブロックチェーンに対応する際に必要な機能を提供するプラットフォーム。2022年9月末でサービスの提供を終了した。

## 出演

### テレビ番組
- おはよう日本『沸騰!“NFT市場” いま何が...』（NHK、2021年7月14日）[8]
- 日経プラス9『熱狂！デジタルアート コロナ禍「待機マネー」も流入』（BSテレビ東京、2022年2月23日）[9]

### 新聞
- 日経産業新聞『デジタルアート、適正に売買を SBINFT社長の挑戦』（2022年1月15日）[10]

### ネットメディア
- 日経クロストレンド『未来の市場をつくる100社 2022年版「LINEや楽天も参入　日本発のNFTアートを海外に発信する開拓者」』（ 2021年12月20日）[11]

## 加盟団体
- 一般社団法人日本ブロックチェーン協会
- 一般社団法人ブロックチェーン推進協会

### 会社公式サイト
- SBINFT株式会社

### サービスサイト
- SBINFT Market

- TOKEN CONNECT
- SBI Web3ウォレット
- SBINFT Mits

### 公式SNS
- SBINFT (@sbinft_market) - X（旧Twitter）
- SBINFT (@sbinft_market) - Instagram
- SBINFT - YouTubeチャンネル